# Fujiwara no Ikushi
Fujiwara no Ikushi (1146 – 23 septembre 1173) est une impératrice consort du Japon. Elle est la consort de l'empereur Nijō.

## Source de la traduction
- (en) Cet article est partiellement ou en totalité issu de l’article de Wikipédia en anglais intitulé « Fujiwara no Ikushi » (voir la liste des auteurs).